# Giao dịch dựa trên quét
Giao dịch dựa trên quét (SBT) là quá trình các nhà cung cấp duy trì quyền sở hữu hàng tồn kho trong kho hoặc cửa hàng của nhà bán lẻ cho đến khi các mặt hàng được quét tại điểm bán.

## Lịch sử
Các chương trình giao dịch dựa trên quét truyền thống sử dụng các giải pháp trao đổi dữ liệu điện tử làm thành phần chính để đồng bộ hóa thông tin về vị trí cửa hàng (Cấu trúc tổ chức 816), các mặt hàng (Danh mục giá / bán hàng 832), bán hàng hàng ngày (Dữ liệu hoạt động sản phẩm 852)), hóa đơn (Hóa đơn 810) và thanh toán (Tư vấn chuyển tiền 820) giữa nhà bán lẻ và nhà cung cấp Giao dịch dựa trên quét.
Mặc dù lúc đầu, dường như lợi ích của giao dịch dựa trên quét chủ yếu đến từ tiền tiết kiệm cho nhà bán lẻ, trên thực tế, nhà cung cấp giao dịch dựa trên quét thường là người điều khiển giao dịch vì họ nhận được lợi ích rất lớn.  Chỉ riêng trong ngành tạp chí, việc thực hiện đầy đủ SBT đã được ước tính để cung cấp tiết kiệm hoạt động cho các nhà bán lẻ và nhà cung cấp 220 triệu đô la mỗi năm.  Những lợi ích cho nhà cung cấp để thực hiện SBT bao gồm:
- Cải thiện mối quan hệ của nhà bán lẻ: Lợi thế cạnh tranh lớn nhất đối với nhà cung cấp là tăng sự hợp tác và khả năng hiển thị trong tổ chức của đối tác thương mại bán lẻ.  Với các đối tác đồng ý về các chi tiết như mặt hàng, giá cả, khuyến mãi và thu hẹp khi bắt đầu mối quan hệ SBT, các nhà cung cấp có thể tài khoản dịch vụ tốt hơn và giảm các vấn đề về hóa đơn và hóa đơn.  Sara Lee đã báo cáo giảm 60% chi phí sửa lỗi hóa đơn bằng cách thực hiện SBT với chi phí trung bình là 70 đô la cho mỗi hóa đơn tranh chấp; các khoản tiết kiệm là đáng kể.  Các mối quan hệ được cải thiện cũng cho phép các nhà cung cấp sử dụng SBT như một vũ khí cạnh tranh để giành được sự độc quyền tại các nhà bán lẻ.  Các nhà cung cấp SBT đang ngày càng trở nên tích cực trong việc tiếp cận các nhà bán lẻ và đề nghị sử dụng SBT trên tất cả các sản phẩm của họ để đổi lấy sự độc quyền trong các cửa hàng của nhà bán lẻ.
- Doanh số tăng: Các nhà cung cấp SBT đã ước tính rằng mức tăng doanh số của họ bằng cách chuyển sang mô hình giao dịch dựa trên quét là từ 1% đến 5%.[2]  Mặc dù những gì ngành công nghiệp này trả cho nghiên cứu cho thấy doanh số không tăng bởi SBT.  Miễn là đủ sản phẩm trong cửa hàng, doanh số bán hàng trước đó vẫn giữ nguyên trên báo.  Trên thực tế, hành vi trộm cắp sản phẩm do doanh số không quét sẽ giảm khi hàng tồn kho được điều chỉnh để phản ánh doanh số thực không chỉ là sản phẩm đã sử dụng.
- Cải thiện khả năng hiển thị của doanh số sản phẩm: Là một phần của chương trình SBT, các nhà cung cấp nhận được doanh số theo từng mặt hàng theo ngày.  Thông tin này cung cấp cho nhà cung cấp một cái nhìn cập nhật về doanh số bán sản phẩm là vô giá trong dự báo bán hàng và quản lý hàng tồn kho.  Tuy nhiên điều này chỉ khi các nhân viên thực sự quét các mặt hàng.  Với các tờ báo, nhân viên biết rằng họ có thể lấy một cái để sử dụng hoặc cho đi hoặc thậm chí tính phí và ăn cắp tiền và các cửa hàng sẽ không bao giờ biết.  Họ không coi đó là ăn cắp vì cửa hàng của họ không phải trả tiền.  Ngoài ra, quản lý có thể bán mà không cần quét qua để thực hiện doanh thu nhưng không có chi phí do đó toàn bộ việc bán hàng đi trực tiếp vào lợi nhuận.
- Giảm chi phí hàng tồn kho: Trong chuỗi cung ứng cho sản phẩm bán của nhà cung cấp, các nhà bán lẻ sẽ trải qua việc giảm chi phí hàng tồn kho.  Với SBT, việc giao sản phẩm dựa trên kho hàng của từng mặt hàng riêng lẻ.  Có sự giảm đáng kể sản phẩm được tổ chức trong chuỗi cung ứng (thường là bởi các đại lý nhà cung cấp / người bán hàng / công nhân).
- Giảm sản phẩm không bán được: Các nhà cung cấp sử dụng SBT để giảm chi phí liên quan đến các sản phẩm không bán được (nghĩa là các sản phẩm bị ngừng sản xuất, bị hư hỏng hoặc hết mã mà các nhà bán lẻ trả lại).  SBT cung cấp khả năng hiển thị lớn hơn vào dữ liệu bán hàng quét, cho phép các nhà cung cấp hiểu rõ hơn về chuỗi nhu cầu để họ có thể dự đoán và giảm sự lạc hậu và cải thiện lợi nhuận tổng thể.
- Giảm thời gian đưa ra thị trường: SBT cho phép các nhà cung cấp đưa sản phẩm mới vào các cửa hàng bán lẻ mà không gây rủi ro cho nhà bán lẻ, vì nhà cung cấp tiếp tục sở hữu hàng tồn kho cho đến khi được quét tại điểm bán.  Điều này cho phép nhà cung cấp xác định hiệu suất mặt hàng mới và điều chỉnh lựa chọn trước khi triển khai trên diện rộng.  Kết quả là tăng lựa chọn các sản phẩm kịp thời dẫn đến trải nghiệm mua sắm tốt hơn cho người tiêu dùng và tăng doanh số cho cả nhà bán lẻ và nhà cung cấp vì chuyên gia về sản phẩm, nhà cung cấp, phụ trách lựa chọn hàng tồn kho.  Trung bình, thời gian để tung ra sản phẩm CPG mới là bốn tuần.  Giới thiệu sản phẩm mới với các quy trình kinh doanh đồng bộ hóa mặt hàng nâng cao của Wap và loại bỏ quy trình phê duyệt vật phẩm vốn có trong giao dịch dựa trên quét giúp giảm ít nhất một nửa thời gian.[3]
- Giảm chi phí cho nhân viên bán hàng cho các nhà bán lẻ dịch vụ: Bằng cách sử dụng phương pháp đồng bộ hóa thông tin mặt hàng hai chiều đã được phối hợp "vốn có trong SBT, các nhà cung cấp đã báo cáo giảm 7% đến 13% thời gian của lực lượng bán hàng để truyền thông tin về mặt hàng cơ bản cho khách hàng, giải quyết các truy vấn.[3]

Đối với các nhà bán lẻ, việc triển khai SBT đã được coi là một mục tiêu vì nó tiết kiệm tiền và cải thiện sự hài lòng của khách hàng.  Sau đây là danh sách các lợi ích thu được từ các nhà bán lẻ chuyển sang SBT:
- Doanh số tăng: Thông thường, sự gia tăng được thúc đẩy bởi nhà cung cấp có nhiều thời gian hơn trong cửa hàng để kinh doanh sản phẩm của mình, lấp lỗ hổng và duy trì tính toàn vẹn của kế hoạch.  Ngoài ra, một số nhà bán lẻ đề cập đến các nhà cung cấp có thể dừng thêm tại mỗi cửa hàng trong tuần để bán sản phẩm và ngăn chặn tình trạng hết hàng.  Salmon và Associates đã báo cáo rằng doanh số của một nhà bán lẻ tạp hóa đã tăng lên trong mọi danh mục sản phẩm mà họ đã thử nghiệm - từ bánh mì, nước đá đến tạp chí.  Doanh số tăng dao động từ 1% đến 5%, dựa trên danh mục sản phẩm.[2]  Schnuck thị trường báo cáo tăng 4% doanh số cho thí điểm SBT của mình.[4]
- Giảm chi phí xử lý hóa đơn / đơn đặt hàng: Các nhà bán lẻ đã báo cáo rằng chi phí để xử lý các nhà cung cấp SBT ít hơn nhiều so với các nhà cung cấp của bình thường do các mặt hàng, giá cả, khuyến mãi và tranh chấp trợ cấp được giảm đáng kể bởi các thỏa thuận đặt trước và sử dụng EDI để đồng bộ hóa thông tin mặt hàng giữa nhà cung cấp và nhà bán lẻ.  Schnuck thị trường báo cáo giảm gần 70% các khoản khấu trừ hóa đơn với thời gian giải quyết chênh lệch giá và giảm giá một nửa.[4]  Với chi phí trung bình là 70 đô la cho mỗi hóa đơn tranh chấp, khoản tiết kiệm là đáng kể.[5]
- Giảm chi phí hàng tồn kho: Khi SBT thay đổi quyền sở hữu hàng tồn kho cho nhà cung cấp, nhà bán lẻ trải nghiệm việc giảm hàng tồn kho thuộc sở hữu của nhà bán lẻ.
- Cải thiện số liệu tài chính: Khi mức tồn kho giảm, tất cả các số liệu tài chính kết hợp mức tồn kho (như vốn lưu động cần thiết, tỷ lệ hoàn vốn của tài sản (RONA) và tỷ lệ nhanh) cho thấy sự cải thiện: vốn lưu động có thể giảm tới 15%, RONA tăng 4% và tỷ lệ nhanh tăng 7%.[2]
- Giảm tình trạng hết hàng: SBT buộc nhà cung cấp phải quản lý và bán sản phẩm của mình để đảm bảo rằng sản phẩm phù hợp được lên kệ vào đúng thời điểm hoặc nhà cung cấp sẽ thấy mất doanh thu.  Điều này cung cấp một động lực mạnh mẽ để giảm việc hết hàng.  Lấy ví dụ, trong quá trình thí điểm SBT, Rite-Aid, đã nhận ra việc giảm 32% lượng hàng tồn kho.[6]

## Kiểm tra
Hiệp hội các nhà sản xuất tạp hóa (GMA) đã tiến hành thử nghiệm khái niệm này vào năm 2000 với Schnuck thị trường ở St. Louis, Missouri và Andronico's Market of Berkeley, California và một tá nhà cung cấp.  Doanh số tăng 3% đến 4% cho các nhà bán lẻ và từ 2,5% đến 5,2% cho các nhà cung cấp.  Đánh giá sai các mặt hàng chứng khoán đã giảm 70%.

## Áp dụng cho các mặt hàng giao trực tiếp
Giao dịch dựa trên quét chủ yếu được áp dụng cho các sản phẩm được phân phối thông qua giao hàng trực tiếp tại cửa hàng, thường được gọi là DSD.  Ứng dụng phổ biến nhất của giao dịch dựa trên quét đối với các sản phẩm DSD liên quan đến hạt giống vườn, đĩa DVD / Blu-ray, báo và tạp chí.  Gần như tất cả các tờ báo và tạp chí được phân phối cho các nhà bán lẻ theo phương pháp phân phối DSD.  Theo phân tích của một nhà cung cấp,      Theo Poff "Hầu hết [các nhà bán lẻ] dựa vào đối tác bên thứ ba để cung cấp giám sát. 

## Đồng bộ hóa bán hàng
Giao dịch dựa trên quét dựa trên khả năng truyền thông tin bán hàng từ nhà bán lẻ đến nhà cung cấp.  Thông tin bán hàng được sử dụng bởi cả hai bên để giải quyết tài chính bán hàng và để thông báo cho nhà cung cấp bán hàng theo địa điểm.  Thông tin này rất quan trọng đối với các nhà cung cấp để lên kế hoạch cho các hoạt động sản xuất, bán hàng và tiếp thị.  Quá trình này chỉ đơn giản là để nhà bán lẻ gửi doanh số hàng ngày cho các nhà cung cấp SBT của các mặt hàng được quét tại POS theo từng cửa hàng mà nhà cung cấp SBT bán trong tài liệu EDI Product Activity Data (852) được định dạng bởi phần mềm EDI của nhà bán lẻ nhà cung cấp.  Dữ liệu Hoạt động sản phẩm chủ yếu được nhà cung cấp sử dụng để hỗ trợ chương trình bổ sung cổ phiếu, để cung cấp đầu vào cho các hệ thống phân tích và dự báo bán hàng và để tính tổng khối lượng đô la theo cửa hàng cho Hóa đơn.

## Đồng bộ hóa mục
Việc thực hiện SBT phụ thuộc vào việc đồng bộ hóa nhiều mẩu thông tin với việc đồng bộ hóa thông tin mặt hàng giữa nhà cung cấp và nhà bán lẻ là quan trọng nhất.  Thông thường, nhà bán lẻ sẽ sử dụng tài liệu EDI Giá / Danh mục bán hàng (832) để gửi và nhận thông tin mặt hàng đến / từ nhà cung cấp SBT của mình để đảm bảo đồng bộ hóa mặt hàng vì không có đồng bộ hóa mặt hàng, Giao dịch dựa trên quét không thể thực hiện được.  Bước đầu tiên là yêu cầu nhà bán lẻ xuất thông tin mặt hàng của mình cho các nhà cung cấp SBT của mình dưới dạng Danh mục giá / doanh số EDI (832).  832 bên ngoài cung cấp chi tiết về những mặt hàng mà nhà bán lẻ có trong cơ sở dữ liệu mặt hàng của nó.  Điều quan trọng là nhà cung cấp SBT xem xét thông tin mặt hàng này vì việc đồng bộ hóa mặt hàng phù hợp là rất quan trọng đối với quy trình kinh doanh SBT.  Bước tiếp theo là nhà cung cấp gửi lại Danh mục giá / doanh số EDI chi tiết (832) cho nhà bán lẻ.  832 gửi đến từ các nhà cung cấp SBT chứa thông tin được sử dụng bởi nhà bán lẻ để xác định / phân loại / thông tin mặt hàng giá để tạo thuận lợi cho quá trình SBT.  Thông tin được gửi thường bao gồm:
- Mô tả món hàng POS
- Mô tả món hàng dài
- Đơn giá
- Chi phí bán lẻ
- Mã phân loại nhà cung cấp
- Thông tin hậu cần

Để hỗ trợ đồng bộ hóa các mặt hàng đang diễn ra, nhà cung cấp SBT phải gửi cho nhà bán lẻ bất kỳ thay đổi nào về mặt hàng (sửa đổi, bổ sung, xóa) càng sớm càng tốt để đảm bảo rằng cơ sở dữ liệu mặt hàng của nhà bán lẻ được đồng bộ hóa hoàn toàn với cơ sở dữ liệu mặt hàng của nhà cung cấp.  Nếu có bất kỳ vấn đề nào của Wikipedia về việc đồng bộ hóa vật phẩm, chúng sẽ được giải quyết trước khi thực hiện bất kỳ tài liệu EDI nào khác.